# Роудс, Зандра
Дама За́ндра Ли́ндси Ро́удс (англ. Zandra Lindsey Rhodes; род. 19 сентября 1940, Чатем, Кент, Англия, Великобритания) — британский модельер.

## Биография

### Ранние годы
Зандра Роудс родилась в Чатеме, что в графстве Кент. С фешенебельным миром её познакомила мать, работавшая портным в парижском доме моды и преподавателем в Колледже искусств Мидуэй (ныне Университете Искусств). Поначалу Роудс обучалась в Мидуэй, затем в Королевском колледже искусств в Лондоне. Её основным увлечением был текстильный дизайн.

### Карьера
В 1966-69 годах Зандра Роудс вместе с Сильвией Айтон открыли бутик под названием «Магазин одежды Фулхэм». Айтон разработала дизайн одежды, Роудс же предоставила текстильные материалы, из которых они были сделаны. Тогда же Роудс выпустила свою первую коллекцию одежды, демонстрирующую свободные, романтичные наряды. Первый громкий успех Зандры произошёл в 1977 году, благодаря платьям с отверстиями и бусинами, созданными ею за десять лет до Versace.

## Инциденты
30 июня 2009 года Роудс разгромила магазин, врезавшись в него на машине. В ходе происшествия пострадала 42-летняя женщина.

## Отличия
- Коммандор Ордена Британской Империи (1997);
- Дама-коммандор Ордена Британской Империи (2014)[6]